# إبراهيم جمعة سند
إبراهيم جمعة سند أحمد البوعركي (ولد في 1959 في البحرين) روائي بحريني.

## النشأة والتعليم
ولد إبراهيم سنة 1959.

## المسيرة المهنية
يعمل اختصاصي تراث شعبي في قطاع الثقافة والتراث الوطني في وزارة الإعلام.
يعمل معدا لبعض البرامج في تلفزيون البحرين مثل برنامج «حياكم معانا» و «عتيج الصوف».
يعد سند أحد الكتاب البحرينيين الذين عرفتهم الساحة الأدبية منذ فترة الثمانينات، وقد تخصص في الكتابة للأطفال وله مجموعة من الإصدارات الأدبية للطفل.
قام بكتابة الكثير من المسرحيات الموجهة للطفل منها: سعد والأشباح (1999) يوم واحد فقط (2000).
من مجموعاته القصصية: وطن النخلة (1983) ما الذي يجعل سامي يجري (1987) الولد الذي قال من أنا (1988).
من مؤلفاته مجموعة مقالات اجتماعية بعنوان «أنا وأنت» العام 1990 ودراسة في أدب الطفل البحريني بعنوان «عمالقة وأقزام» العام 1997.
في عام 1995 قام مع آخرون بتأسيس مركز عبد الرحمن كانو الثقافي.
في عام 2003 ترأس وفد البحرين المشاركة في مهرجان الجنادرية في المملكة العربية السعودية.
كما يشارك إبراهيم في العديد من الفعاليات الموجهة نحو الطفل لتنمية مهارات الصغار الموهوبين في الكتابة القصصية.

## الجوائز
فاز إبراهيم بمجموعة من الجوائز منها:
- الجائزة الأولى لمسابقة الملكة نور الحسين لأدب الأطفال للعام 1998.
- جائزة الشيخة فاطمة بنت هزاع آل نهيان لقصة الطفل العربي للعام 1999.[6]
- الجائزة التقديرية للرواد والمبدعين من أهل المحرق للعام 2000.
- الجائزة التقديرية للكتاب المميز في أدب الطفولة للعام 2002.
- تكريم المبدعين والرواد العرب في ختام المهرجان الخامس لملتقى المبدعين والرواد العرب بقطر.[7]

## قائمة المؤلفات
- أجمل إحساس.[8]
- الطيور الزرقاء.[9]
- بنادر التراث.[10]
- الزمرور الضاحك.[11]
- أنا وأنت.
- ماذا تمنت النملة أن تكون.[12]